# Larisa
Larisa (starogrško Λάρισα, latinizirano: Lárisa) je glavno mesto grške regije (nekdanje periferije) Tesalije in glavno mesto regionalne enote. Po popisu leta 2021 je peto najbolj naseljeno mesto v Grčiji s 148.562 prebivalci v ožjem mestu.
Mesto je glavo kmetijsko središče Tesalije in pomembno prometno križišče, ki je z železnico povezano z Volosom, Atenami in Solunom in je le nekaj kilometrov oddaljeno od avtoceste Atene-Solun. Občina Larisa ima 164.381 prebivalcev, regionalna enota Larisa pa je dosegla 269.151 prebivalcev (leta 2021). Sestavljena je iz občin Nikaia in Giannouli in drugih manjših predmestnih skupnosti. 
Arheološka odkritja kažejo, da je Larisa zgrajena na mestu, ki je bilo naseljeno že v 10. tisočletju pred našim štetjem. Legenda pravi, da se je tu rodil Ahil. Hipokrat, 'oče medicine', je umrl tukaj. Dobro znana je tudi besedna igra, ki se v grščini bere »Λάρισα, Λάρισα σε είδα και λαχτάρισα«, v prostem prevodu pa bi se brala »Larisa, Larisa, odkar sem te videl, hrepenim po tebi«. Besedna igra je prav gotovo iz časov, ko Larise še niso prekrili z betonom.

## Mitologija
Po grški mitologiji pravijo, da je mesto ustanovil Akrizij, ki ga je po nesreči ubil njegov vnuk Perzej. Tam sta živela Pelej, junak, ljubljen od bogov in njegov sin Ahil.
V mitologiji je bila nimfa Larisa hči pračloveka Pelazga.
Mesto Larisa je omenjeno v II. knjigi Iliada Homerja: »Hipot je vodil plemena pelazgijskih suličarjev, ki so prebivali v rodovitni Larisi - Hipot, in Pilej iz Marsove rase, dva sinova pelazgijskega Letusa, Tevtamovega sina.« Arhiv Internet Classics | Homerjeva Iliada V tem odstavku Homer pokaže, da so Pelazgi, trojanski zavezniki, živeli v mestu Larisa. Verjetno je bilo to mesto Larisa drugačno od mesta, ki je bilo rojstni kraj Ahila. Larisa, ki je v Iliadi predstavljena kot trojanski zaveznik, je bila verjetno v Troadi na drugi strani Egejskega morja.

## Zgodovina

### Antika
Na tem območju so bile odkrite sledi paleolitske človeške poselitve, vendar je bilo obrobno območje napredne kulture. Okolica Larise je bila izjemno rodovitna; Bilo je kmetijsko pomembno in v antiki znano po svojih konjih.

#### Arhaična doba
Ime Larisa (Λάρισα Lárīsa) je po izvoru pelazgijska beseda za 'trdnjavo'. Bilo je veliko starogrških mest s tem imenom. Ime tesalske Larise je prvič zabeleženo v povezavi z aristokratsko družino Aleuadi.

#### Klasična doba
Larisa je bila polis (mesto-država) v času klasične dobe. Larisa naj bi bila kraj, kjer sta umrla slavni grški zdravnik Hipokrat in slavni filozof Gorgias iz Leontinija.
Ko je Larisa v poznem 5. stoletju pred našim štetjem prenehala kovati zvezne kovance, ki si jih je delila z drugimi tesalskimi mesti in sprejela svoje kovance, je za svoje kovance izbrala lokalne vrste. Na sprednji strani je bila upodobljena nimfa lokalnega izvira Larisa, po kateri je mesto dobilo ime; verjetno so izbiro navdihnili znameniti Kimonovi kovanci, ki prikazujejo sirakuško nimfo Aretuzo. Na hrbtni strani je bil upodobljen konj v različnih položajih. Konj je bil primeren simbol Tesalije, ravninske dežele, ki je bila znana po svojih konjih. Po navadi je moška figura; morda bi ga morali razumeti kot istoimenskega junaka Tesalcev, Thessalosa, ki ga je verjetno mogoče prepoznati tudi na mnogih prejšnjih, zveznih kovancih Tesalije.
Larisa je blizu mesta homerske Argisse. Pojavi se v zgodnjih časih, ko je Tesalijo v glavnem upravljalo nekaj aristokratskih družin, kot pomembno mesto pod oblastjo Aleuadae, katerih oblast je segala nad celotno okrožje Pelasgiotis. Ta mogočna družina je imela številne generacije pred letom 369 pr. n. št. privilegij opremljanja tagusa, lokalnega izraza za stratege združenih tesalskih sil. Glavni tekmeci Aleuadae so bili Scopadae iz Crannona, katerih ostanki so približno 14 milj jugozahodno.
Larisa je bila rojstni kraj generala Mena, ki je tako skupaj s Ksenofontom in nekaterimi drugimi postal eden od generalov, ki so vodili več tisoč Grkov iz različnih krajev v nesrečni ekspediciji leta 401 (pripovedovani v Ksenofontovi Anabazi), namenjeni pomoči Kiru Mlajšemu, sinu Dareja II., perzijskemu kralju, da strmoglavi svojega starejšega brata Artakserksa II. in prevzame perzijski prestol (Meno je prikazan v Platonovem dialogu z njegovim imenom, v katerem Sokrat uporabi primer »poti v Lariso« za pomoč Menu razložiti razliko med resničnim mnenjem in znanostjo (Meno, 97a–c); ta »pot do Larise« bi lahko bila s strani Sokrata poskus, da bi Menu v mislih priklical »pot domov«, razumljeno kot pot da svoj pravi in »večni« dom doseže šele ob smrti, ki naj bi ga vsak človek iskal v svojem življenju).
Ustava mesta je bila demokratična, kar pojasnjuje, zakaj se je v peloponeški vojni postavilo na stran Aten. V okolici Larise so praznovali praznik, ki je spominjal na rimske Saturnalije in na katerem so sužnje čakali njihovi gospodarji. Lariso so kot glavno mesto starodavne Tesalije zavzeli Tebanci in kasneje neposredno priključili Filipu II. Makedonskemu leta 344. Kasneje je ostala pod makedonskim nadzorom, razen za kratek čas, ko jo je leta 302 pr. n. št. zavzel Demetrij Poliorket.

#### Helenistična in rimska doba
V Larisi je Filip V. Makedonski leta 197 pr. n. št. podpisal pogodbo z Rimljani po porazu v bitki pri Kinoskefalah, tam pa je tudi Antioh III. Veliki zmagal leta 192 pr. n. št. Leta 196 pr. n. št. je Larisa postala zaveznica Rima in je bila sedež Tesalske zveze.
Lariso pogosto omenjajo v povezavi z rimskimi državljanskimi vojnami, ki so bile pred ustanovitvijo Rimskega cesarstva in tam je Pompej iskal zatočišče po porazu v bitki pri Farzalu.

### Srednji vek
Lariso so v poznem 5. stoletju oplenili Ostrogoti in jo obnovili pod bizantinskim cesarjem Justinijanom I.
V 8. stoletju je mesto postalo metropola teme Hellas. Mesto je leta 986 zavzel bolgarski car Samuel Bolgarski, ki je odnesel relikvije zavetnika, sv. Ahileja, v Prespo. Italo-Normani pod vodstvom Bohemonda I. so jo spet neuspešno premagali leta 1082/3.
Po četrti križarski vojni je solunski kralj Bonifacij I. Montferraški dal mesto lombardskim baronom, ki pa so leta 1209 sprožili upor, ki ga je moral ukrotiti sam latinski cesar Henrik Flandrijski. Kmalu zatem je mesto dobil nazaj Epir.

### Osmansko obdobje
Lariso je Osmansko cesarstvo osvojilo v letih 1386/87 in ponovno v 1390-ih, vendar je prišla pod stalni osmanski nadzor šele leta 1423, s strani Turahan bega. Pod osmansko oblastjo je bilo mesto znano kot Yeni-şehir i-Fenari, 'nova citadela'. Kot glavno mesto in vojaško oporišče osmanske Tesalije je bila Larisa pretežno muslimansko mesto. Leta 1521 (po hidžri 927) je imelo mesto 693 muslimanskih in 75 krščanskih gospodinjstev; po Gökbilginu (1956) je vključevalo tudi albansko in judovsko skupnost. Med osmansko vladavino je bila uprava metropolije Larisa prenesena v bližnjo Trikalo, kjer je ostala do leta 1734, ko je metropolit Jakovos II. vrnil sedež iz Trikale v Lariso in ustanovil današnjo metropolijo Larisa in Tirnavos.
Mesto je bilo znano po sejmu v 17. in 18. stoletju, leta 1770 pa so tja preselili tudi sedež tesalskega paše. Larisa je bila med grško osamosvojitveno vojno sedež Hursid Paše. Znana je bila tudi po svojih mošejah (štiri od njih so bile v uporabi še v poznem 19. stoletju) in muslimanskih pokopališčih.
Mesto je ostalo del Osmanskega cesarstva, dokler Tesalija leta 1881 ni postala del neodvisne Grčije, razen v obdobju, ko so jo osmanske sile ponovno zasedle med grško-turško vojno leta 1897. V poznem 19. stoletju je na obrobju mesta še vedno obstajala majhna vas, v kateri so živeli Afričani iz Sudana, nenavaden ostanek sil, ki jih je zbral Ali Paša.
V 19. stoletju so v mestu proizvajali usnje, bombaž, svilo in tobak. Prevladovale so vročice in slabost, kar je povzročilo slabo drenažo in razlivanje reke; in stopnja umrljivosti je bila višja od stopnje rodnosti.

### Nova grška doba
Leta 1881 je bilo mesto skupaj s preostalo Tesalijo vključeno v Kraljevino Grčijo v času premierja Alexandrosa Koumoundourosa. 31. avgusta 1881 je v mesto vstopila enota grške vojske, ki jo je vodil general Skarlatos Soutsos. Precejšen del turškega prebivalstva se je takrat izselilo v Osmansko cesarstvo. V tem novem obdobju se mesto postopoma začne širiti in ga grške oblasti obnavljajo.
Med grško-turško vojno leta 1897 je bilo mesto sedež grškega prestolonaslednika Konstantina. Pobeg grške vojske je od tu v Farsalo potekal 23. aprila 1897. Turške čete so vstopile v mesto dva dni kasneje. Po podpisu mirovne pogodbe so se umaknili in Larisa je za stalno ostala v Grčiji. Temu je sledil nadaljnji eksodus Turkov leta 1898. Hassan-begova mošeja (ki je bila zgrajena v začetku 16. stoletja) je bila porušena leta 1908.
Med okupacijo države pod Osjo je judovska skupnost mesta utrpela velike izgube. Danes je v mestu spomenik holokavstu in sinagoga.

### Po drugi svetovni vojni
Po drugi svetovni vojni se je mesto hitro širilo. Danes je Larisa četrto največje grško mesto s številnimi trgi, tavernami in kavarnami. Ima tri javne bolnišnice, ena je vojaška bolnišnica. Gosti poveljstvo grških zračnih sil in poveljstvo Nata v Grčiji. Ima Medicinsko fakulteto in Biokemijsko šolo – Biotehnologija ter tretji največji v državi Inštitut za tehnologijo. Zaseda prvo mesto med grškimi mesti po stopnji zelene pokritosti na kvadratni meter urbane površine in prvo mesto z najvišjim odstotkom barov, gostiln in restavracij na prebivalca v Grčiji. Ima tudi dve javni knjižnici in pet muzejev.
- Ostanki bazilike sv. Ahileja, uničene v osmanskem obdobju
- Gravura Larisse, c. 1820
- Arheološka izkopavanja na hribu Frourio z Bezestenom iz Larise v ozadju
- Ulica v četrti Frourio
- Stara razglednica mesta, Alexandras Street, 1910
- Vodnjak "plavajoče reke" na osrednjem trgu Larise (Sapka, nekdanji Themidos)

## Cerkvena zgodovina
Krščanstvo je zgodaj prodrlo v Lariso, čeprav je njen prvi škof omenjen šele leta 325 na koncilu v Niceji. Sveti Ahilej iz 4. stoletja je znan po svojih čudežih. Le Quien navaja devetindvajset škofov od 4. do 18. stoletja; najbolj znan je Jeremija II., ki je zasedal sedež do leta 733, ko ga je cesar Leon III. Izavrijec prenesel iz jurisdikcije rimskega papeža na carigrajski patriarhat. V prvih letih 10. stoletja je imel deset sufraganskih sedežev, pozneje se je število povečalo in okoli leta 1175 pod cesarjem Manuelom I. Komnenom doseglo osemindvajset. Konec 15. stoletja, pod osmansko prevlado, je bilo le deset sufraganskih sedežev, ki so postopoma manjšali in nazadnje izginili.
Larisa je pravoslavna metropolija grške cerkve.
V začetku 13. stoletja je bil za kratek čas tudi latinska nadškofija in ostaja latinski metropolitanski (najvišji) naslovni sedež Rimskokatoliške cerkve, ki ga ne smemo zamenjevati z latinskim škofovskim (nižjim) naslovnim sedežem Larisa v Siriji. Danes je v mestu katoliška cerkev (Srca Jezusovega).

## Geografija
Larisa je približno 120 kilometrov jugozahodno od Soluna in približno 210 kilometrov severozahodno od Aten.
Skozi Tesalijo potekajo številne avtoceste, vključno z E75 in glavno železnico od Aten do Soluna (Salonika). Regija je neposredno povezana s preostalo Evropo preko mednarodnega letališča Srednje Grčije, ki je v Nea Anchialosu blizu Larise (približno 60 km). Larisa leži ob reki Pineios.
Občina Larissa ima površino 335,98 km², občinska enota Larissa ima površino 122,586 km², skupnost Larissa pa 88,167 km².
Mesto je v neposredni bližini destinacij, kot so Olimp, Kisavos, Meteora, jezero Plastira, Pilio itd.
Larissa Chasma, globoka razpoka na površini Dione, naravnega satelita Saturna, je dobila ime po Larisi.

## Podnebje
Podnebje Larise je hladno polsušno (Köppen BSk) z nekaterimi značilnostmi sredozemskega podnebja (Csa), kot so bolj suha poletja in nekoliko bolj vlažne zime. Zima je hladna in lahko nastanejo snežne padavine, čeprav so redko močne. Poletje je še posebej vroče in temperature blizu ali nad 40 °C se običajno pojavijo vsako leto za nekaj dni. Nevihte v poletnih mesecih so včasih močne in lahko povzročijo kmetijsko škodo. Larisa prejme približno 413 mm dežja na leto in ima povprečno letno povprečno temperaturo 15,4 °C.

| Podnebni podatki za Larisa (1981–2010) | Podnebni podatki za Larisa (1981–2010) | Podnebni podatki za Larisa (1981–2010) | Podnebni podatki za Larisa (1981–2010) | Podnebni podatki za Larisa (1981–2010) | Podnebni podatki za Larisa (1981–2010) | Podnebni podatki za Larisa (1981–2010) | Podnebni podatki za Larisa (1981–2010) | Podnebni podatki za Larisa (1981–2010) | Podnebni podatki za Larisa (1981–2010) | Podnebni podatki za Larisa (1981–2010) | Podnebni podatki za Larisa (1981–2010) | Podnebni podatki za Larisa (1981–2010) | Podnebni podatki za Larisa (1981–2010) |
| Mesec                                  | Jan                                    | Feb                                    | Mar                                    | Apr                                    | Maj                                    | Jun                                    | Jul                                    | Avg                                    | Sep                                    | Okt                                    | Nov                                    | Dec                                    | Letno                                  |
| -------------------------------------- | -------------------------------------- | -------------------------------------- | -------------------------------------- | -------------------------------------- | -------------------------------------- | -------------------------------------- | -------------------------------------- | -------------------------------------- | -------------------------------------- | -------------------------------------- | -------------------------------------- | -------------------------------------- | -------------------------------------- |
| Povprečna visoka temperatura °C        | 10.2                                   | 11.8                                   | 15.4                                   | 20.0                                   | 26.0                                   | 31.6                                   | 33.4                                   | 32.9                                   | 28.6                                   | 22.5                                   | 15.3                                   | 10.5                                   | 21.6                                   |
| Povprečna dnevna temperatura °C        | 5.4                                    | 6.4                                    | 9.5                                    | 13.5                                   | 18.8                                   | 23.9                                   | 26.0                                   | 25.5                                   | 21.5                                   | 16.5                                   | 10.5                                   | 6.4                                    | 15.4                                   |
| Povprečna nizka temperatura °C         | 0.7                                    | 1.1                                    | 3.6                                    | 6.9                                    | 11.5                                   | 16.1                                   | 18.5                                   | 18.1                                   | 14.4                                   | 10.5                                   | 5.7                                    | 2.2                                    | 9.1                                    |
| Povprečna količina dežja mm            | 29.9                                   | 33.5                                   | 35.2                                   | 39.5                                   | 40.9                                   | 19.8                                   | 18.5                                   | 19.6                                   | 12.9                                   | 44.2                                   | 67.4                                   | 51.2                                   | 412.6                                  |
| Povp. št. deževnih dni (≥ 1.0 mm)      | 5                                      | 6                                      | 6                                      | 6                                      | 5                                      | 3                                      | 2                                      | 2                                      | 2                                      | 5                                      | 7                                      | 7                                      | 56                                     |
| Vir: meteo-climat-bzh                  |                                        |                                        |                                        |                                        |                                        |                                        |                                        |                                        |                                        |                                        |                                        |                                        |                                        |

| Podnebni podatki za Larisa (1961–1990) | Podnebni podatki za Larisa (1961–1990) | Podnebni podatki za Larisa (1961–1990) | Podnebni podatki za Larisa (1961–1990) | Podnebni podatki za Larisa (1961–1990) | Podnebni podatki za Larisa (1961–1990) | Podnebni podatki za Larisa (1961–1990) | Podnebni podatki za Larisa (1961–1990) | Podnebni podatki za Larisa (1961–1990) | Podnebni podatki za Larisa (1961–1990) | Podnebni podatki za Larisa (1961–1990) | Podnebni podatki za Larisa (1961–1990) | Podnebni podatki za Larisa (1961–1990) | Podnebni podatki za Larisa (1961–1990) |
| Mesec                                  | Jan                                    | Feb                                    | Mar                                    | Apr                                    | Maj                                    | Jun                                    | Jul                                    | Avg                                    | Sep                                    | Okt                                    | Nov                                    | Dec                                    | Letno                                  |
| -------------------------------------- | -------------------------------------- | -------------------------------------- | -------------------------------------- | -------------------------------------- | -------------------------------------- | -------------------------------------- | -------------------------------------- | -------------------------------------- | -------------------------------------- | -------------------------------------- | -------------------------------------- | -------------------------------------- | -------------------------------------- |
| Rekordno visoka temperatura °C         | 21.8                                   | 25.2                                   | 26.8                                   | 32.4                                   | 40.0                                   | 42.2                                   | 45.2                                   | 43.0                                   | 39.2                                   | 33.7                                   | 29.0                                   | 22.0                                   | 45.2                                   |
| Povprečna visoka temperatura °C        | 9.6                                    | 11.8                                   | 14.9                                   | 20.0                                   | 25.7                                   | 30.9                                   | 33.0                                   | 32.4                                   | 28.7                                   | 22.1                                   | 16.0                                   | 10.9                                   | 21.3                                   |
| Povprečna dnevna temperatura °C        | 5.1                                    | 6.8                                    | 9.5                                    | 14.0                                   | 19.6                                   | 24.9                                   | 27.1                                   | 26.0                                   | 22.0                                   | 16.1                                   | 10.8                                   | 6.3                                    | 15.7                                   |
| Povprečna nizka temperatura °C         | 0.5                                    | 1.5                                    | 3.4                                    | 6.3                                    | 10.8                                   | 15.0                                   | 17.6                                   | 17.1                                   | 14.1                                   | 9.8                                    | 5.5                                    | 1.8                                    | 8.6                                    |
| Rekordno nizka temperatura °C          | −21.6                                  | −10.5                                  | −7.0                                   | −3.4                                   | 1.4                                    | 7.2                                    | 11.0                                   | 10.0                                   | 5.0                                    | −2.0                                   | −6.4                                   | −17.5                                  | −21.6                                  |
| Povprečna količina padavin mm          | 29.7                                   | 34.9                                   | 36.3                                   | 28.9                                   | 37.1                                   | 23.5                                   | 20.3                                   | 15.5                                   | 29.4                                   | 47.1                                   | 58.2                                   | 52.3                                   | 413.2                                  |
| Povp. št. dni s padavinami (≥ 1.0 mm)  | 5.8                                    | 5.8                                    | 5.8                                    | 5.0                                    | 5.3                                    | 3.5                                    | 2.0                                    | 1.7                                    | 2.8                                    | 5.5                                    | 6.5                                    | 6.9                                    | 56.6                                   |
| Povprečna relativna vlažnost (%)       | 79.5                                   | 75.9                                   | 74.1                                   | 68.7                                   | 61.7                                   | 49.9                                   | 46.4                                   | 50.0                                   | 58.6                                   | 69.9                                   | 78.9                                   | 82.5                                   | 66.3                                   |
| Povp. št. sončnih ur                   | 104.7                                  | 117.8                                  | 157.5                                  | 213.8                                  | 266.3                                  | 307.2                                  | 337.1                                  | 320.1                                  | 247.6                                  | 171.8                                  | 126.0                                  | 101.0                                  | 2.470,9                                |
| Vir: NOAA                              |                                        |                                        |                                        |                                        |                                        |                                        |                                        |                                        |                                        |                                        |                                        |                                        |                                        |

## Uprava
Občina Larissa je bila ustanovljena z reformo lokalne samouprave leta 2011 z združitvijo naslednjih treh nekdanjih občin, ki so postale občinske enote:
- Giannouli
- Koilada
- Larisa

### Pokrajina
Pokrajina Larisa (grško Επαρχία Λάρισας) je bila ena od provinc prefekture Larisa. Njeno ozemlje je ustrezalo ozemlju sedanjih občin Larissa (razen občinske enote Giannouli) in Tempi (razen občinskih enot Gonnoi in Kato Olympos). Leta 2006 je bila ukinjena.

## Znamenitosti
Na območju od hriba Frourio do osrednjega trga je stari del mesta, kjer so nekatere glavne znamenitosti.
- Hrib Frourio in sosednje območje prvega starogrškega gledališča
- Reka Pineios, ki prečka središče mesta v bližini cerkve sv. Ahileja in park Alkazar ob bujnih bregovih reke
- Prvo antično gledališče v Larisi, zgrajeno v 3. st. pr. n. št.
- Drugo antično gledališče v Larisi, zgrajeno v 1. st. pr. n. št.
- Cerkev svetega Ahileja. Ruševine zgodnje bizantinske bazilike, posvečene mestnemu zavetniku, sv. Ahileju
- Stolnica sv. Ahileja
- Bezestan iz Larise. Zgrajena v 15. st. je bila osmanska zaprta tržnica in so jo uporabljali tudi v 19. stoletju kot smodnišnica in utrdba
- Mošeja Yeni, redek primer iz 19. st. mošeja, zgrajena v neoklasicističnem slogu, ki se zdaj uporablja kot muzej
- Osmanske kopeli so bile verjetno zgrajene v 15. stoletju
- Hipokratov kenotaf, 4. st. pr. n. št. votivna stela, posvečena Pozejdonu, in številne druge antične ruševine in spomeniki
- Diahroni muzej Larise z najdbami, ki pokrivajo celotno zgodovino Larise od antike
- Zgodovinske stavbe, ki so bile navedene kot arhitekturno ohranjene, kot so mlin Pappas, palača Cine (arhitekt Colonello), stolp Charokopos (arh. Anastasios Metaxas, zgrajen leta 1902, leta 2022 grozi propad) in neoklasicistični kompleks kmetijske šole Averofeios (zgrajena leta 1908).

## Gospodarstvo
Larisa je zaradi nižine Tesalije veliko kmetijsko središče Grčije.
V proizvodnem sektorju je Larisa med drugim dom podjetja za preproge Biokarpet (katerih lastniki so bili v preteklosti tudi glavni delničarji AEL FC) in Orient Bikes.
Prav tako je na prvem mestu z najvišjim odstotkom barov-tavern-restavracij na prebivalca v Grčiji. Ustanovljeni sta bili verigi kavarn Mikel Coffee Company in Bruno Coffee Stores in imata svojo bazo v mestu.